# Диполог
Диполог — (англ. City of Dipolog, исп. Ciudad de Dipolog, себ. Dakbayan sa Dipolog, таг. Lungsod ng Dipolog) — город на Филиппинах на острове Минданао. Столица провинции Северная Замбоанга. Численность населения — 108 080 жителей (2007). Плотность населения — 733 чел. на км².

## География
С суши город окружен холмами, а на севере омывается морем Сулу. Известен, как «Город орхидей», так как в районе произрастает большое число диких орхидей. В прибрежных водах высоко развито рыболовство, поэтому его также называют «Рыбоконсервной столицей Филиппин», а также «Воротами Северного Минданао».
Город расположен в северо-западной части провинции. С севера к нему примыкает город Дапитан, на востоке — муниципалитет Поланко, на юге — муниципалитет Катипунан. В 1914 году его площадь составляла 248 587 га. В 1951 году она была сокращена до 13 628 га, часть кварталов была преобразована в муниципалитеты Поланко и Пинан, согласно государственному указу.
Сюда можно добраться воздушным путём через местный аэропорт, или по морю, через порт Пулауан в Дапитане.

## История
Самые древние жители в окрестностях нынешнего Диполога, а также на всём полуострове Замбоанга, были переселенцы из Юго-Восточной Азии, малайцы. Они проникли сюда еще 30 000 лет назад, как предполагает наука, по сухопутному мосту между Азией и будущим Филиппинским архипелагом. Последующие волны переселенцев достигали островов уже по морю. В более позднее время полуостров Замбоанга был заселён и освоен одной из этнических групп малайского (австронезийского) происхождения, субанонами, примерно в XII веке.
Город Диполог прежде был известен, как Тулвалан, на местном языке древних поселенцев — «место у реки».
В XV веке здесь также появились переселенцы с соседних островов Негрос и Бохоль. Их прибрежные поселения впоследствии выросли, теперь это — соседние с Дипологом города Дапитан и Пуланко. Эти места часто посещали китайские пираты, эта местность в истории неоднократно оказывалась местом кровавых конфликтов.
В 1565 году, после экспедиции Лопеса де Легаспи и его соратника, Андреса де Урданеты, на этом побережье появились первые христианские (испанские) поселения. Сюда прибыли монахи августинцы, которые посетили селение бохольского вождя Дату Пагбуая и нашли его процветающим. В хронике Урданеты это место названо Дакепитан. Затем, на европейских картах, оно обозначалось, как Дапито, у Питера Кериуса (1598), Дапит (у Роберта Дэдли, 1646), Дапито (у Сансона, 1652), и Дапитан (на «Карте Восточных Индий» Молла, 1729, и у Мурильо Веларде, 1732).
В XVI веке евангелизацию официально начали августинцы, затем иезуиты. В 1598 году иезуиты основали епископство Себу, в состав которого вошли и Висайские острова, и о. Минданао. Город Дапитан становится центром евангелизации.
В 1609 году в районе Дапитана происходит битва с местными мусульманами из султаната Магинданао. Испанцы стараются усилить своё влияние и в соседних районах, организуя иезуитские миссии. Все это время, в XVII—XVIII веках им противостоят мусульмане.

### Испанский период
Ранняя политическая история Диполога фактически начинается в 1834 году в период реорганизации гражданского испанского правительства. Тулвалан был тогда частью муниципалитета Дапитан, и главой его был капитан дон Доминго Руис, по происхождению — коренной житель. Когда же испанские миссионеры прибыли однажды сюда, то встретив местных жителей, спросили: «Где капитан?». На местном наречии им ответили: «Ди-паг», что значит «за рекой». Тогда, переправившись через реку с проводником их местных, миссионеры основали селение, назвав его Дипаг. Так рассказывает легенда. Считается, что старое название Диполога — Тулвалан, хотя на самом деле это были два разных соседних поселения.
В конце XIX века иезуиты заняли прочные позиции в городе, построили собор и организовали постоянный приход.

### Американский период
В 1897 году власть на Филиппинах перешла от испанцев к американцам. Была немного изменена система управления на местах, местное правительство возглавил не капитан, а муниципальный президент. Первым таким президентом (с 1900 года) был Мартин Фернандес.
В начале 20 века Диполог был процветающим коммерческим центром. Увеличилось число мигрантов из других провинций.
В 1912 году правительственным указом Диполог был отделен от Дапитана.
В 1913 году Дипологу был присвоен ранг муниципалитета.
Затем, в период Второй мировой войны, последовала японская оккупация. В 1945 году провинция и её столица были освобождены совместными усилиями американских и филиппинских войск.

### Филиппинская республика
В дальнейшем, при президенте Фердинанде Маркосе, в 1969 году Диполог получил статус дипломированного города. Фелисимо Эррера — последний муниципальный мэр (1963—1970) и первый мэр города (1970—1978).

## Туризм
Наиболее популярным местом отдыха среди филиппинцев и иностранных туристов является пик Линабо. С него открывается живописный вид на города Диполог и Дапитан.
В окрестностях микрорайона Когон расположен водопад Сунгкилау. Здесь в 1958 году был образован заповедник площадью 344 га. Он привлекает многих туристов богатой флорой и фауной. Очень разнообразен видовой состав растительности, произрастающей здесь. В парке много видов ценных пород деревьев, таких как махагони, тик и другие. Туристы могут встретить здесь и многих диких животных, птиц, рептилий.
Санта-Крус (Пунта-Корро) — участок, где переселенцы с Бохоля основали свой поселение. В 1905 г. здесь был установлен памятник в виде креста. Ранее, в 1895 году, на этом месте испанцами был возведён храм, вместо старой церкви.
Диполог-холл — памятник, построенный в 1913 году в честь трёх местных деятелей. Это — Паскуаль Мартинес, первый мэр города в 1913—1918 гг., Никасио Патанган, первый на Минданао священник-филиппинец, и Эухенио Маргате, фермер. Последний известен тем, что создал «систему Маргате» в рисоводстве.
Фонтан Блаженных, памятник, посвящённый солидарности трёх народов, точнее говоря, представителей трёх разных типов культуры, поселившихся на одной земле.

## Города-побратимы
- Замбоанга, Филиппины (2005)
- Илиган, Филиппины (2011)